# أشلي كلاين
أشلي كلاين (بالإنجليزية: Ashley Klein)‏ هو حكم أسترالي، ولد في 6 سبتمبر 1979.